# Estação Poá
A Estação Poá é  uma estação ferroviária, pertencente à Linha 11-Coral da CPTM, localizada no centro do município de Poá.

## História
Com a abertura da Estrada de Ferro do Norte em meados de 1875, foram criados postos de abastecimento entre as estações, um deles em Poá, então distrito de Mogi das Cruzes. Apenas em 1 de março de 1891 foi construído um prédio e o posto elevado a categoria de estação. Com o crescimento de Poá, a estação ali existente foi ampliada na década de 1920.
As obras da atual estação de Poá foram iniciadas em 1985 pela CBTU. Assoladas por problemas financeiros, as obras do novo prédio foram concluídas apenas em 1989.
Em 1 de junho de 1994 a estação e as linhas da CBTU foram transferidas para a CPTM. Desde então a estação pertencente a esta última.

### Projeto
Em 29 de janeiro de 2005 a CPTM lançou a concorrência nº 8379402011 visando a modernização/reconstrução de 12 estações divididas em 6 lotes de 2 estações. A estação Poá fez parte do lote nº 6 (ao lado da estação Itapevi). Em 18 de março de 2005 foi divulgado o resultado final, sendo homologado o Consórcio Sondotecnica/Urbaniza pelo valor de 1 056 808,00 reais. O projeto foi apresentado ao publico em junho de 2007, durante as audiências públicas para a contratação das obras.
As obras de modernização da estação Poá foram contratadas apenas em 2011, através do edital de licitação nº 8419110011 lançado em 1 de novembro de 2011. O resultado final foi divulgado em 6 de março de 2012, com a vitória do Consórcio Pedra Coral-pelo valor de 16 158 333,13 reais.
Após atrasos, a estação reformada foi entregue em 30 de agosto de 2016, ao valor final de 20 189 267,15 reais (acima do orçado originalmente)

## Tabela
| Sigla | Estação | Inauguração          | Integração                                                                      | Plataformas | Posição    | Notas                                                   |
| ----- | ------- | -------------------- | ------------------------------------------------------------------------------- | ----------- | ---------- | ------------------------------------------------------- |
| POA   | Poá     | 6 de janeiro de 1875 | Bilhete Único da SPTrans Bilhete Ônibus Metropolitano Terminal de Ônibus Urbano | Laterais    | Superfície | Prédio construído pela CBTU Reformado em 2016 pela CPTM |

## Diagrama da estação
| 1 |

|  | ↑ a ↑ |

|  | ↓ b ↓ |

| 2 |

| 1 |

|  | ↑ a ↑ |

|  | ↓ b ↓ |

| 2 |

| 1 |

|  | ↑ a ↑ |

|  | ↓ b ↓ |

| 2 |

| 1 |

|  | ↑ a ↑ |

|  | ↓ b ↓ |

| 2 |